# Santa Cruz do Bispo
Santa Cruz do Bispo ist ein Ort und eine ehemalige Gemeinde (Freguesia) im Norden Portugals.
Santa Cruz do Bispo gehört zum Kreis Matosinhos im Distrikt Porto. Die Gemeinde hatte eine Fläche von 3,7 km² und 5775 Einwohner (Stand 30. Juni 2011).
Im Zuge der Gebietsreform in Portugal am 29. September 2013 wurden die Gemeinden Santa Cruz do Bispo, Perafita und Lavra zur neuen Gemeinde União das Freguesias de Perafita, Lavra e Santa Cruz do Bispo zusammengeschlossen.